# Borsod-Abaúj-Zemplén vármegyei labdarúgó-bajnokság (első osztály)
A Borsod-Abaúj-Zemplén vármegyei első osztály a Borsod-Abaúj-Zemplén vármegyében zajló labdarúgó-bajnokságok legmagasabb osztálya. Országos szinten ez negyedosztálynak felel meg. A bajnok ha megnyeri az osztályozót, az NB III-ba jut fel, míg a kiesők a Borsod-Abaúj-Zemplén vármegye II-be esnek ki.

## Csapatok 2021/2022
2021/2022-ben az alábbi csapatok szerepelnek a bajnokságban:
| Csapat                       | Település     |
| ---------------------------- | ------------- |
| Bánhorváti-KBSC              | Bánhorváti    |
| Bőcs KSC                     | Bőcs          |
| Aszaló SE                    | Aszaló        |
| Borsodnádasdi LASE           | Borsodnádasi  |
| Edelényi -Borsodszer         | Edelény       |
| Encs VSC                     | Encs          |
| Mojito-Lemon BTE Felsőzsolca | Felsőzsolca   |
| Gesztelyi FC                 | Gesztely      |
| BSK Alsózsolca               | Alsózsolca    |
| Cigánd SE                    | Cigánd        |
| Mezőkövesd Zsóry FC II       | Mezőkövesd    |
| Emődi ÁIDSE                  | Emőd          |
| KKFC Mezőcsát                | Mezőcsát      |
| Mezőkeresztes VSE            | Mezőkeresztes |
| MVSC-Miskolc                 | Miskolc       |
| Sajóbábonyi VSE              | Sajóbábony    |

## Története
Az 1950-es megyerendezést követően, 1951 tavaszán írták ki első alkalommal a megyei szintű labdarúgó-bajnokságot. A megyei bajnokság első kiírásának győztese a Sátoraljaújhelyi Petőfi csapata lett. Az első néhány évben az Észak-magyarországi Labdarúgó-alszövetség (ÉLASZ) irányítása alatt zajlottak a küzdelmek, majd 1957 júliusában megalakult a Borsod-Abaúj-Zemplén Megyei Labdarúgó-szövetség.
A 2009–2010-es szezonban az FC Tiszaújváros csapata megdöntötte a bajnokság gólrekordját, miután egy szezon alatt a klub játékosai 144 gólt szereztek.

## Gólkirályok
A bajnokság gólkirályai a következők voltak:
- 1990–1991: Szombati Csaba (Mezőcsát)
- 1991–1992: Szombati Csaba (Mezőcsát)
- 1992–1993: Katócs István (Sátoraljaújhely)
- 1993–1994: Katócs István (Sátoraljaújhely)
- 1994–1995: Kovács László (Borsodnádasd)
- 1995–1996: Pothurszky Roland (Sárospatak)
- 1996–1997: Versényi Nándor (Encsi VSC)
- 1997–1998: Nagy Zsolt (Bőcs)
- 1998–1999: Molnár Csaba (Halmaj; Mezőkeresztes)
- 1999–2000: Krompák János (Sárospatak)
- 2000–2001: Koszta Péter (Putnok)
- 2001–2002: Koszta Péter (Putnok)
- 2002–2003: Jáger András (Abaújszántó)
- 2003–2004: Lója Tamás (Onga)
- 2004–2005: Oltyán Zsolt (Ózdi FC)
- 2005–2006: Szombati Csaba (Mezőcsát)
- 2006–2007: Krompák János (Varbó)
- 2007–2008: Horváth Gergő (Encs) és Kovács Péter (Tiszaújváros)
- 2008–2009: Lengyel László (Tállya)
- 2009–2010: Kovács Péter (Tiszaújváros)
- 2010–2011: Vadász Elek (Tiszalúc)
- 2011–2012: Bazsányi Péter (Sajóbábony)
- 2012–2013: Galyas János (Encs)
- 2013–2014: Vadász Elek (Tiszalúc)
- 2014–2015: Ondó János (Tállya)
- 2015–2016: Kovács Péter (Sajóbábony)
- 2016-2017: Vajda Ákos (Mád)
- 2017-2018: Ádám Ferenc József (Ózd)
- 2018-2019: Pataki Roland (Ózd)
- 2019-2020: Kovács Szilárd (Felsőzsolca)
- 2020-2021: Potyka Attila (Miskolc)